# 鈴木貫太郎記念館
鈴木貫太郎記念館（すずきかんたろうきねんかん）とは、日本海軍大将で第42代内閣総理大臣を務めた鈴木貫太郎ゆかりの品を展示する千葉県野田市立の記念館である。

## 解説
1963年（昭和38年）、鈴木の本籍地であり、幼少期と最晩年を過ごした地でもある千葉県東葛飾郡関宿町に開館した。所在地は鈴木の旧宅があった場所の隣に当たる。鈴木の遺品など1,000点以上を所蔵するほか、昭和天皇臨席で鈴木内閣が太平洋戦争で日本の降伏を決めた場面を描いた油絵「最後の御前会議」（白川一郎画）が展示されている。2019年、二・二六事件に関与した安藤輝三の遺品が遺族によって寄贈された。
2011年9月、遺品のすずり箱と銀製のたばこ入れ、銀製のウサギの置物の3点が盗難被害に遭った。
2019年10月の東日本台風による被災並びに耐震診断で建物の強度不足が判明し、記念館の再開には億単位の費用が必要であるため、同月から長期休館を余儀なくされている。2021年11月に千葉県知事の熊谷俊人は県による支援も検討していることを表明したが、施設管理者である野田市は「現在の建物での再開は困難」とコメントしており、戦後80年を迎える2025年までに記念館を再開できるか不透明な状態になっている。

## 施設概要
- 所在地　〒270-0206 千葉県野田市関宿町1273　地図（MapFan Web）
- 駐車場　一般：12台、障害者用：2台

## 利用情報

### アクセス
- 東武鉄道野田線 川間駅から朝日バス「関宿城博物館」「境車庫」行きで「関宿台町」下車、徒歩1分
- 東武鉄道伊勢崎線 東武動物公園駅から朝日バス「境車庫」行きで「関宿台町」下車、徒歩1分

### 開館時間
- 9時〜16時30分

### 定休日
- 月曜日（祝日や振替休日の場合は翌日）
- 祝日の翌日
- 年末年始

### 入館料
- 無料

## 周辺スポット
- 千葉県立関宿城博物館
- 関根金次郎墓碑
- 實相寺：鈴木貫太郎の墓がある。